# Юсуф-Олукоджу, Фатима
Фатима Юсуф-Олукоджу (англ. Fatima Yusuf-Olukoju, 2 апреля 1971) — нигерийская легкоатлетка, призёр Олимпийских игр.
Фатима Юсуф родилась в 1971 году в Ово. В 1996 на Олимпийских играх в Атланте она стала обладателем серебряной медали в эстафете 4×400 м. В 2000 году приняла участие в Олимпийских играх в Сиднее, но не завоевала медалей.
Замужем за нигерийским легкоатлетом Адевале Олукоджу.